# Albin Le Maistre
Albin Hugo Le Maistre (* 27. Februar 1839 in Dresden; † 4. April 1929 in Dresden) war ein deutscher Verwaltungsjurist im Königreich Sachsen.

## Leben
Le Maistre studierte Rechtswissenschaft an der Universität Leipzig und wurde 1859 im Corps Misnia Leipzig aktiv. Nach den Examen trat er in die Rechtspflege und die innere Verwaltung des Königreichs Sachsen. Er diente auch in der sächsischen Armee und schied am 27. November 1866 als Leutnant aus dieser aus. Er erhielt am 28. Juli 1871 den Charakter eines Oberleutnants. 1875 wurde er Amtshauptmann der Amtshauptmannschaft Freiberg. 1882 wechselte er in gleicher Funktion zur Amtshauptmannschaft Pirna. Von 1893 bis 1904 war er Polizeipräsident der Königlichen Polizeidirektion Dresden. Er modernisierte und verstärkte die Kriminalpolizei an der ersten Polizeidienststelle in Deutschland und berief 1894 Paul Koettig zum Kripochef. Mit ihm betrieb er die Einführung der Daktyloskopie.
Zur Pensionierung wurde Le Maistre als Geheimer Rat charakterisiert. Koettig wurde sein Nachfolger. Le Maistre starb mit 90 Jahren und wurde in Dresden beigesetzt.